# Jelowski
Der Jelowski (russisch Еловский) auf der Halbinsel Kamtschatka in Russland ist ein Schildvulkan.
Der Vulkan ist 1381 Meter hoch und liegt an der Ostflanke des Sredinny-Höhenrückens.